# Exalloniscus
Exalloniscus is een geslacht van pissebedden uit de familie van de Oniscidae.

## Soorten
- Exalloniscus albus (Dollfus, 1898)
- Exalloniscus beroni Taiti & Ferrara, 1988
- Exalloniscus bicoloratus Taiti & Ferrara, 1988
- Exalloniscus borneanus Taiti & Ferrara, 1988
- Exalloniscus brincki Manicastri & Argano, 1986
- Exalloniscus caudatus Taiti & Ferrara, 1988
- Exalloniscus coecus (Dollfus, 1898)
- Exalloniscus cortii Arcangeli, 1927
- Exalloniscus malaccensis Taiti & Ferrara, 1988
- Exalloniscus maschwitzi Taiti & Ferrara, 1988
- Exalloniscus nepalensis Schmalfuss, 1983
- Exalloniscus papillosus (Budde-Lund, 1912)
- Exalloniscus rotundatus Taiti & Ferrara, 1986
- Exalloniscus silvestri Kwon & Taiti, 1993
- Exalloniscus sumatranus Manicastri & Taiti, 1991
- Exalloniscus thailandensis Dalens, 1987
- Exalloniscus tuberculatus Nunomura, 2000
- Exalloniscus vietnamensis Taiti & Ferrara, 1988